# Fragipan
Een fragipan (van het Latijnse fragilis, breekbaar) is een brosse, compacte, niet of zwak gecementeerde laag in de bodem. Deze bodemhorizont is minimaal 15 cm dik en belemmert een goede doorstroming van water en de beworteling door planten. Een fragipan is ontstaan door verwering en bodemvormende processen uit het oorspronkelijke moedermateriaal (C-horizont) en niet door verdichting van de bodem. Plantenwortels kunnen alleen langs grote scheuren door een fragipan heen groeien, de wortels dringen niet door in de verharde laag zelf. 

## Eigenschappen en voorkomen
In droge staat is een fragipan hard tot zeer hard. In vochtige toestand is het materiaal zeer bros. Wanneer er druk op wordt uitgeoefend zal het materiaal niet vervormen, maar breken. Het materiaal zal in droge staat voor minimaal 50 % in water uiteenvallen. Een fragipan is doorgaans lemig, soms zandig, en bevindt zich vaak onder een uitspoelingshorizont (E), een podzol B-horizont of een (klei)inspoelingshorizont. Ze zijn kalkloos en het organische stof gehalte is zeer laag. 
Een fragipan vertoont vlekken (zie ook gley), is slecht tot zeer slecht doorlaatbaar voor water en heeft een grove prismatische structuur met bleke verticale vlakken.
Fragipans bevinden zich op een diepte tussen 40 en 80 cm, parallel aan het bodemoppervlak, in sedimenten met een hoog gehalte aan fijn zand en silt. Ze komen niet voor in kalkrijk materiaal. Fragipans komen voor in zowel koude klimaten als in de tropen. De oorspronkelijke vegetatie is meestal bos.
Bij de indeling van de bodem in horizonten worden fragipans aangeduid met de toevoeging "x". Een bodemhorizont met een fragipan is dan bijvoorbeeld een Btx.

## Genese
Er zijn verschillende bodemkundige processen die kunnen leiden tot het ontstaan van een fragipan. De meeste fragipans zullen zijn ontstaan door een combinatie van processen. Proces 1 en 2 zijn het belangrijkst, proces 3 komt vooral voor in bodems met gley en in podzols.
1. Compactie door krimpen en zwellen, gevolgd door het opvullen van scheuren.
Door een afwisseling van bevochtigen en uitdrogen van de bodem ontstaan scheurtjes als gevolg van een licht krimpen en opzwellen van de structuurelementen. Bij het uitdrogen raken deze scheurtjes opgevuld met materiaal van bovengelegen horizonten. Bij het weer natter worden sluiten de scheuren zich, maar doordat de ruimte is opgevuld zal de bodem compacter worden. Door herhaling van dit proces zal er uiteindelijk een verharde laag (een "pan") ontstaan.
2. Verplaatsing van kleideeltjes en een opvulling met siltdeeltjes.
Inspoeling van klei in poriën veroorzaakt een hogere dichtheid en een binding tussen bodemdeeltjes. Door de percolatie van water in het bodemprofiel kunnen siltdeeltjes zich nestelen in de ruimte tussen de structuurelementen, wat resulteert in een nog grotere dichtheid.
3. Accumulatie van amorfe silicaten.
Boven een lithologische discontinuiteit zijn in sommige bodems aluminiumsilicaten neergeslagen. Door het onttrekken van water door de (bos)vegetatie tot op deze diepte vindt er een dehydratie van deze silicaten plaats en blijft er een verharde laag achter.
4. Glaciale invloeden.
Fragipans die worden aangetroffen in bodems in morene materiaal kunnen zijn ontstaan door de druk van de oorspronkelijk bovenliggende ijsmassa. Een andere mogelijkheid die in periglaciale omstandigheden kan hebben geleid tot compactie is het herhaaldelijk opvriezen en dooien van met water verzadigd materiaal.